# Auréolus
Manius Acilius Aureolus, francisé en Auréolus, est un général romain, qui usurpe le titre impérial en 268. 

## Biographie
Ancien berger né en Dacie, il sert durant le règne des empereurs Valérien et Gallien et devient maître de la cavalerie.
Il vainquit d'abord, aux côtés de Gallien, l'usurpateur Ingenuus sur le Danube en 258. Après l'usurpation de Postumus établissant un empire des Gaules, Gallien se porte contre celui-ci par deux fois, vers 261 puis vers 266, sans pouvoir le vaincre. En 261, Gallien envoie Aureolus combattre deux autres usurpateurs, Macrien et Quietus, qui ont pénétré en Mésie. Vainqueur, Auréolus incorpore dans ses troupes les soldats de ses adversaires. Selon l'Histoire Auguste, Aureolus se rebelle à ce moment contre Gallien et oblige ce dernier à le reconnaître, ce que tous les historiens considèrent comme inexact.
Devant se porter contre les Goths sur le Danube, Gallien laisse Aureolus à Milan en 267 pour garder les Alpes et le nord de l'Italie contre une éventuelle attaque de Postumus.
L'analyse des productions monétaires des ateliers de Milan et de Rome conduit Michel Christol à situer pendant l'été 267 la révolte d'Auréolus contre Gallien et son ralliement à Postume, matérialisé par la mainmise sur l'atelier monétaire de Milan qui émet alors des monnaies au nom de Postume.
Gallien revient en hâte après sa victoire incomplète de Naissus en 268. Gallien bat les troupes d'Aureolus et l'assiège dans Milan. Les plus hauts officiers de son armée s'entendent pour assassiner Gallien, et Claude II est porté au pouvoir. Toutefois, Claude poursuit le siège de Milan avec succès, et Aureolus est à son tour assassiné, par ses propres soldats ou par ceux de Claude.
L'Histoire Auguste en a fait un des Trente Tyrans, série factice d'usurpateurs rebellés contre Gallien.